# Dippoldiswalde

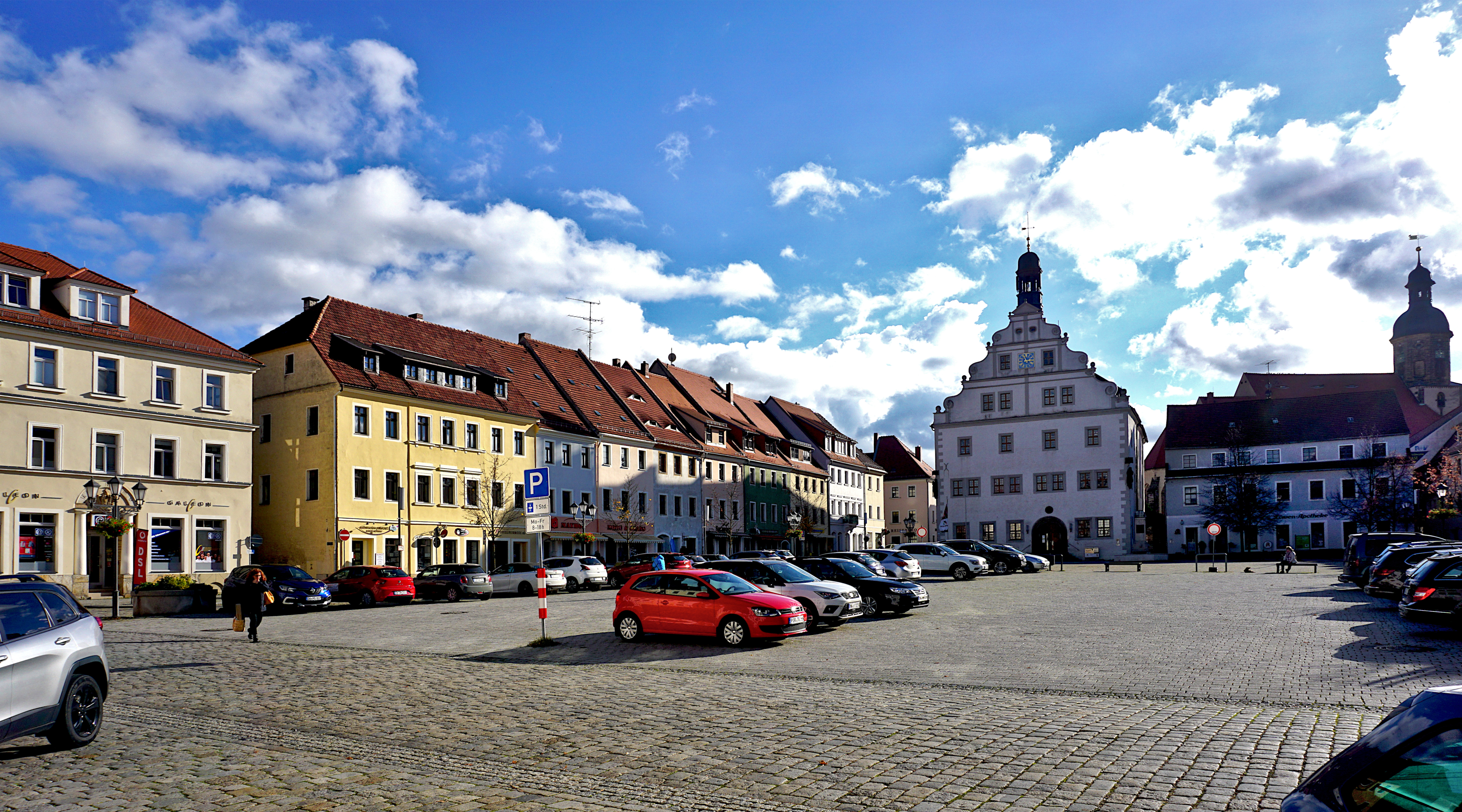
Der Marktplatz von Dippoldiswalde

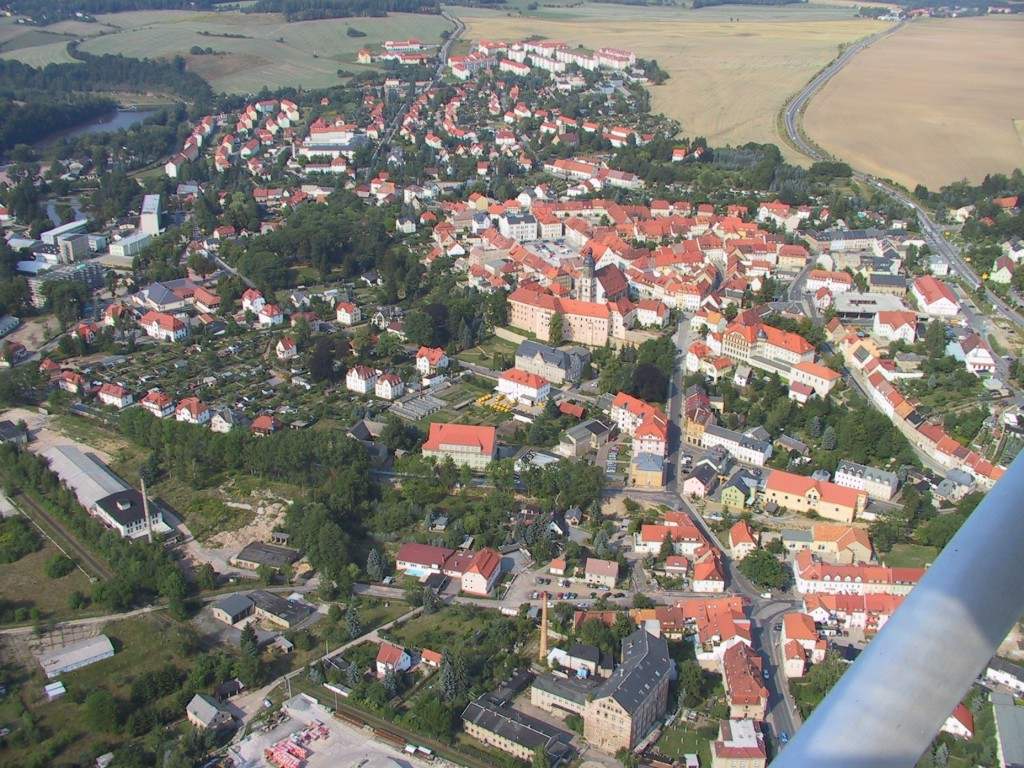
Luftbild von Dippoldiswalde vom 6. August 2003

Dippoldiswalde ([dɪpɔldɪsˈvaldə], umgangssprachlich Dipps) ist eine Große Kreisstadt im Landkreis Sächsische Schweiz-Osterzgebirge in Sachsen. Die Stadt ist zentral im Osterzgebirge gelegen und befindet sich etwa 20 Kilometer südlich von Dresden auf halbem Weg zwischen der Grenze zu Tschechien und der Landeshauptstadt. Im Landkreis bildet Dippoldiswalde mit seinen etwa 14.000 Einwohnern eines der drei Mittelzentren.
Die erste urkundliche Erwähnung von Dippoldiswalde datiert auf das Jahr 1218, seitdem war die Stadt Verwaltungszentrum mehrerer historischer Territorien, wie im Mittelalter dem Amt Dippoldiswalde und später einer Amtshauptmannschaft. Zuletzt war Dippoldiswalde bis 2008 Kreisstadt des Weißeritzkreises (Kfz-Kennzeichen DW). Seit der Kreissitz nach Pirna verlegt wurde, ist Dippoldiswalde Große Kreisstadt. Neben dem Kernort gehören zur Stadt Dippoldiswalde mittlerweile zwanzig Ortsteile, die aus früher eigenständigen Gemeinden aus dem Umland gebildet wurden.

## Geographie
Die Stadt liegt im nördlichen Erzgebirge an der Roten Weißeritz.

## Stadtgliederung
Die Stadt Dippoldiswalde besteht aus dem Kernort Dippoldiswalde und zwanzig Ortsteilen, die zwischen 1973 und 2014 eingemeindet wurden. Alle Ortsteile bilden gleichzeitig ihre eigene Gemarkung. Die Grenzen von Ortsteilen und Gemarkungen sind in der Regel deckungsgleich. Auf einigen Gemarkungen liegen mehrere Orte, die dann zum selben Ortsteil zählen. Der Kernort vereint den größten Anteil an der Einwohnerzahl der Stadt Dippoldiswalde auf sich, gefolgt von Schmiedeberg und Reichstädt, die ebenfalls über 1000 Einwohner haben.
| Ortsteil                 | Eingemeindung | Einwohnerzahl |
| ------------------------ | ------------- | ------------- |
| Ammelsdorf               | 2014          | 0135          |
| Berreuth                 | 1973          | 0146          |
| Dippoldiswalde (Kernort) | –             | 4813          |
| Dönschten                | 2014          | 0161          |
| Elend                    | 1973          | 0081          |
| Hennersdorf              | 2014          | 0429          |
| Malter                   | 2003          | 0669          |
| Naundorf                 | 2014          | 0541          |
| Niederpöbel              | 2014          | 0–            |
| Obercarsdorf             | 2014          | 0775          |
| Oberhäslich              | 1994          | 0324          |
| Oberpöbel                | 2014          | 0019          |
| Paulsdorf mit Seifen     | 2003          | 0659          |
| Reichstädt               | 1995          | 1331          |
| Reinberg                 | 1994          | 0114          |
| Reinholdshain            | 1994          | 0500          |
| Sadisdorf                | 2014          | 0348          |
| Schmiedeberg             | 2014          | 1582          |
| Schönfeld                | 2014          | 0224          |
| Seifersdorf              | 2003          | 0975          |
| Ulberndorf               | 1973          | 0481          |

Stand: 31. Dezember 2020

## Geschichte

### Mittelalter

Karte von Dippoldiswalde um 1750

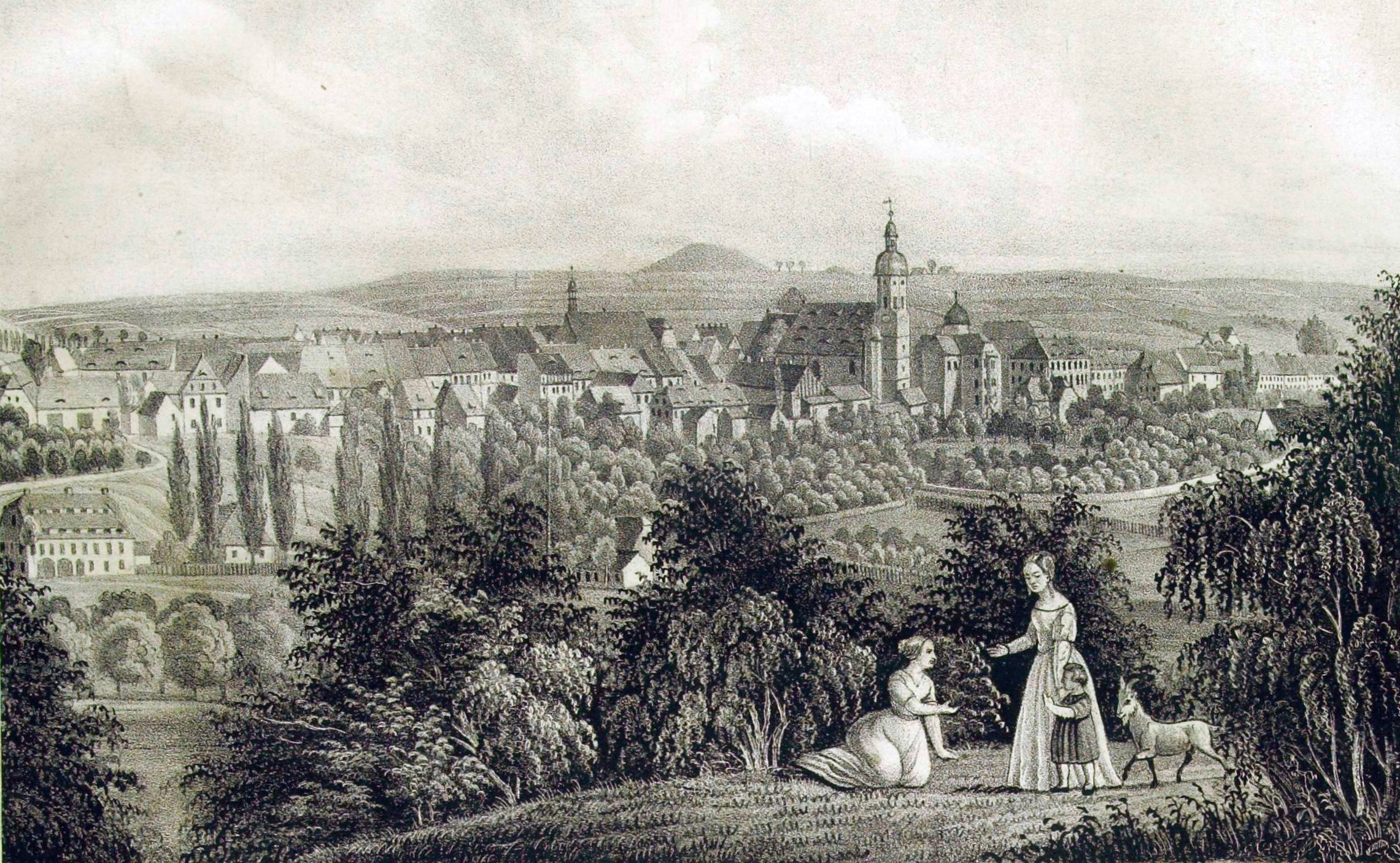
Stadtansicht Mitte des 19. Jahrhunderts

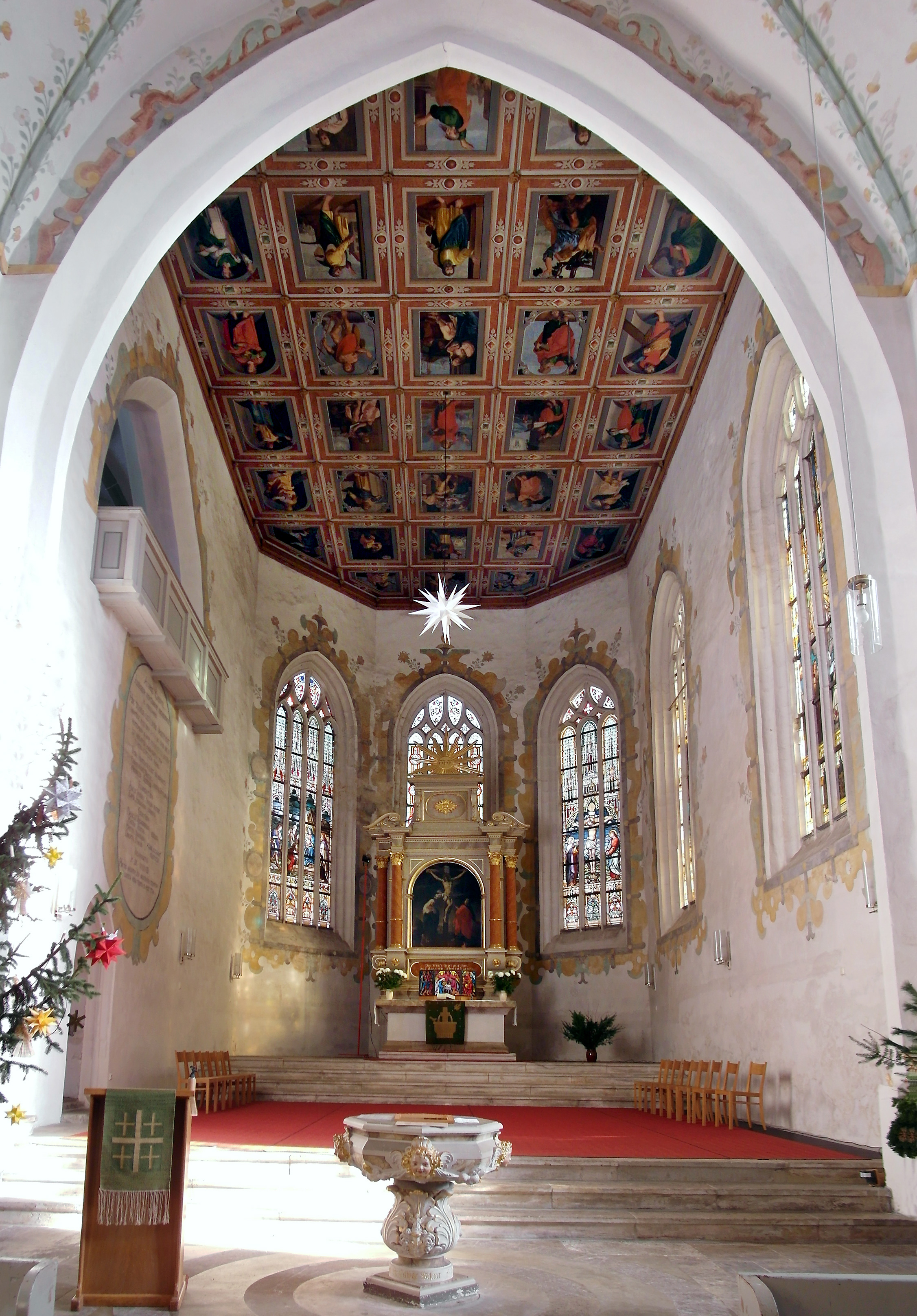
Stadtkirche, Chor mit Holzfelderdecke

Der Legende zufolge geht Dippoldiswalde auf einen Einsiedler namens Dippold zurück, der um 800 in der Dippoldiswalder Heide am Einsiedlerfelsen gelebt haben soll. Dieser soll den Ort gegründet haben. Hinter dieser Legende steht lediglich die Tatsache, dass der Lokator eine ansonsten nicht nachweisbare Person namens Diepold gewesen ist. Der Name des Ortes wird auf diesen Personennamen zurückgeführt, der das althochdeutsche Wort diot (Volk) und bald (kühn) oder walt im Sinne von Walten in sich trägt.
Dippoldiswalde wurde nach Ansicht vieler Historiker als Waldhufendorf wahrscheinlich unter Oberleitung der Burggrafen von Dohna um 1160/70 gegründet. Gerhard Billig sieht eine Möglichkeit, dass diese Burggrafen vor 1206 vom sogenannten Burgwartsberg in Pesterwitz aus kolonisierten, die Burgen Rabenau und Dippoldiswalde anlegten und Dörfer roden ließen. Da ein deutscher Burgward Dohna im Gau Nisan nicht belegt ist und auch eine Burggrafschaft Dohna nicht vor 1156, dürfte diese Möglichkeit eher unwahrscheinlich sein. Angesichts neuer dendrologischer Funde im Altbergbau von Dippoldiswalde aus dem Jahre 1160 wird sogar die Gründung direkt von Dohna aus fraglich. Da Dippoldiswalde ausweislich der neuesten montanarchäologischen Forschungen eine sehr frühe Bergbausiedlung ist, muss die Gründung auch nicht zwingend als Waldhufendorf erfolgt sein. Dies wäre dann eher unwahrscheinlich.
Die urkundliche Ersterwähnung erfolgte am 11. Juni 1218, als ein Johannes sacerdos de Dipoldiswale (Priester Johannes von Dippoldiswalde) in einer Urkunde des Meißner Bischofs genannt wurde. Eine Dorfkirche muss also da bereits existiert haben. Im Jahre 1266 ist Dippoldiswalde als Besitzung des wettinischen Markgrafen Heinrich des Erlauchten bezeugt, als die Bürger von Dippoldiswalde mit den Bürgern von Freiberg wegen Belieferung von Bergwerken in Streit geraten waren. In dem Diplom wird allerdings nicht mitgeteilt, wo die betreffenden Bergwerke gelegen haben, so dass diese Schriftquelle keinen Beleg für Dippoldiswalder Silberbergbau um 1266 darstellt.

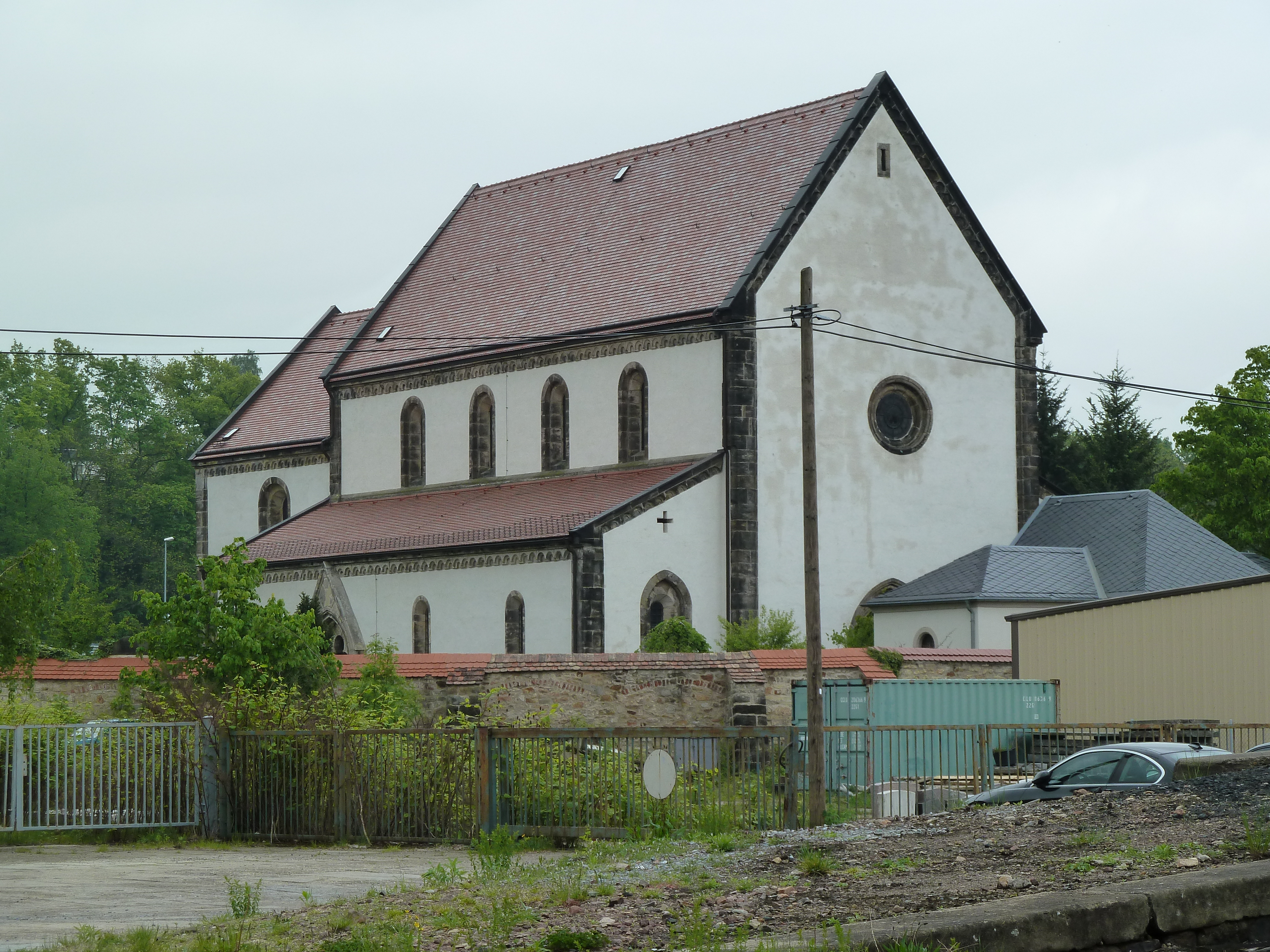
Nikolaikirche von 1230/1240

Zu diesem Zeitpunkt gab es in Dippoldiswalde bereits zwei repräsentative steinerne Kirchen – die wohl um 1200 erbaute Marienkirche in der Nähe des Marktes und die etwas jüngere Nikolaikirche in der Weißeritzaue. Von der Marienkirche (das mit aufgeführte Lorenzpatrozinium ist im Mittelalter nicht bezeugt) ist lediglich der um 1220 erbaute spätromanisch-frühgotische Westturm vorhanden. Hingegen ist die um 1230/40 als turmlose Kurzbasilika errichtete Nikolaikirche vollständig erhalten geblieben. Diese entstand als Neubau nach dem Abbruch der ursprünglichen Dorfkirche, bei der es sich um eine kleinere, aus Holz oder aus Stein bestehende Saalkirche gehandelt haben muss.
Im Rahmen von Sanierungs- und Sicherungsarbeiten an Altbergbauanlagen wurden im Bereich des Obertores und an der Dresdner Straße verfüllte hochmittelalterliche Silberbergwerke entdeckt, die nachweislich im 12. Jahrhundert in Betrieb waren. Die ältesten datierten Grubenhölzer stammen von 1158 und, allerdings sekundär verwendet, 1170, zahlreiche weitere Hölzer aus der Zeit ab 1183/84. Darüber hinaus wurden hölzerne Schachtausbauten, gedrechselte Schalen, Seilreste, Keramikscherben und Knochen aus dem 13. Jahrhundert gefunden. Die bislang entdeckten Schächte waren bereits kurz nach der Mitte des 13. Jahrhunderts wieder verfüllt worden. Eine zweite Bergbauphase, in der die zuvor verfüllten Grubenbaue durchfahren wurden, konnte dendrochronologisch in die Zeit um 1280 datiert werden. Im Jahr 1300 wurden erstmals ausdrücklich Silbergruben in Dippoldiswalde genannt, als Friedrich Clem (der illegitime Sohn Markgraf Heinrichs des Erlauchten) den Silberzehnten an das Kloster Nimbschen bei Grimma überwies.
Im Jahr 1401 besetzte Markgraf Wilhelm I. in der Dohnaischen Fehde Dippoldiswalde, das seit 1366 von den Wettinern an die Burggrafen von Dohna verlehnt war. Zu diesem Zeitpunkt gab es bei Dippoldiswalde noch in sehr geringem Umfang Bergbau, der keinen Ertrag mehr brachte, wie aus Münzmeisterrechnungen 1401–1405 ersichtlich wird. Erst in den 1470er Jahren nahm der Bergbau in der zweiten Bergbauperiode einen erneuten Aufschwung.
1429 zerstörten eindringende Hussiten Dippoldiswalde. Sie vernichteten auch die drei Vorwerke Wolframsdorf (im mittleren Schwarzbachtal), Schwarzdorf (im oberen Schwarzbachtal) und Ziegenrück (am westlichen Talhang zwischen Ulberndorf und Obercarsdorf), die danach nicht wieder aufgebaut wurden.

### Neuzeit
Im Jahr 1541 erreichte die Lutherische Reformation den Ort. 1632 erlitt die Stadt schwere Schäden im Dreißigjährigen Krieg. Als Standort einer Markgrafenburg nahm Dippoldiswalde bereits frühzeitig Funktionen als Herrschafts-, Verwaltungs- und Handels- bzw. Marktzentrum für die umliegenden Orte wahr (Amt). Folgerichtig wurde die Stadt 1874 Sitz der neuen Amtshauptmannschaft Dippoldiswalde.
Am Ende des Zweiten Weltkriegs, am 17. April 1945 schossen Flugabwehrkanonen der Wehrmacht zwei amerikanische Flugzeuge ab, die bei der Teichmühle abstürzten. Am 9. Mai nachts hisste ein Vortrupp der Roten Armee die Siegesfahne auf dem Kirchturm.
Der erste Ortskommandant war Major Datschin. Gemäß dem Beschluss der Alliierten und der neuen Landesverwaltung wurden Kriegsverbrecher und aktive NSDAP-Mitglieder im Rahmen der Bodenreform enteignet. Die vom 30. November bis 24. Dezember 1946 veranstaltete Ausstellung  Heimat und Arbeit war eine der ersten großen regionalen Ausstellungen für Malerei, Grafik, Architektur und Kunstgewerbe in der Sowjetischen Besatzungszone.
Neue, kleinere volkseigene Betriebe entstanden in der DDR-Zeit, darunter ein Armaturenwerk, ein Behälterbaubetrieb, eine Nährmittelfabrik. Hinzu kam eine Ingenieurschule für Lebensmittelindustrie und ein Volkseigenes Gut.
Dippoldiswalde wurde in den Bezirksverwaltungsstrukturen jener Zeit zu einer Kreisstadt.
Nach der Wende, mit der Wiedereinrichtung der Bundesländer, blieb die Stadt bis 2008 weiterhin Kreisstadt, bei der zweiten sächsischen Kreisreform verlor Dippoldiswalde diesen Status, als der Weißeritzkreis am 1. August 2008 im neu geschaffenen Landkreis Sächsische Schweiz-Osterzgebirge aufging.

### Entwicklung der Einwohnerzahl
Entwicklung der Einwohnerzahl (ab 1998 Stand jeweils zum 31.12.)
- 1300: 700
- 1502: 738
- 1551/54: 122 besessene Mann in der Stadt,
134 besessene Mann in der Vorstadt, 57 Inwohner, insgesamt 1374 Einwohner
- 1575: 1753
- 1602: 1763
- 1618: 1892
- 1644: 982[A 1]
- 1697: 301 Bürger, darunter 155 Protestanten
250 Wohnstellen und 99 Wüstungen
- 1748: 262 besessene Mann, 1604 Einwohner
- 1815: 1619
- 1834: 2273, 288 Privathäuser und 67 Scheunen
- 1871: 2997
- 1890: 3436
- 1910: 4255
- 1925: 4429
- 1939: 4917
- 1946: 5937[A 2]
- 1950: 5851
- 1957: 5171
- 1959: 5260[14]
- 1964: 5968
- 1990: 8990[A 3]
- 2000: 8525
- 2002: 10.947[A 4]
- 2004: 10.876
- 2005: 10.727
- 2006: 10.568
- 2007: 10.544
- 2008: 10.429
- 2009: 10.323
- 2010: 10.291
- 2011: 10.228
- 2012: 10.004
- 2013: 10.023
- 2014: 14.390
- 2016: 14.478
- 2018: 14.529

Zu dem Sprung der Einwohnerzahl 2013/2014 siehe auch Abschnitt Entwicklung der Einwohnerzahl im Artikel Schmiedeberg (Dippoldiswalde).

## Politik
Im Zuge der Kreisreform 2008 verlor Dippoldiswalde den Status des Kreissitzes des Weißeritzkreises. Deswegen wurde Dippoldiswalde zum Ausgleich am 1. August 2008 zur Großen Kreisstadt ernannt. Die Zuständigkeiten der Großen Kreisstädte sind gemäß § 3 Abs. 1 der Sächsischen Gemeindeordnung durch die Verordnung der Sächsischen Staatsregierung über die Zuständigkeit der Großen Kreisstädte vom 30. Juni 2011 (SächsGVBl. S. 202) veröffentlicht. Übertragen sind damit Aufgaben aus dem Gewerberecht und nach der Straßenverkehrsordnung.
Mit der Ernennung zur Großen Kreisstadt 2008 konnte Dippoldiswalde einen Oberbürgermeister besetzen.

### Stadtrat
Der Stadtrat wurde zuletzt am 9. Juni 2024 gewählt. Die insgesamt 22 Sitze verteilen sich auf die einzelnen Parteien und Listen wie folgt:
- Freie Wähler: 3 Mitglieder
- CDU: 5 Mitglieder
- AfD: 7 Mitglieder
- Linke: 1 Mitglied
- SPD: 1 Mitglied
- BSW: 2 Mitglieder
- UB: 2 Mitglieder

| Stadtrat ab 2024Insgesamt 22 Sitze - BSW: 2 - Linke: 1 - SPD: 1 - FW: 3 - UB: 3 - CDU: 5 - AfD: 7 | Liste              | 2024   | 2024   | 2019   | 2019   | 2014   | 2014   |
| Stadtrat ab 2024Insgesamt 22 Sitze - BSW: 2 - Linke: 1 - SPD: 1 - FW: 3 - UB: 3 - CDU: 5 - AfD: 7 | Liste              | Sitze  | in %   | Sitze  | in %   | Sitze  | in %   |
| Stadtrat ab 2024Insgesamt 22 Sitze - BSW: 2 - Linke: 1 - SPD: 1 - FW: 3 - UB: 3 - CDU: 5 - AfD: 7 | AfD                | 7      | 30,2   | 5      | 23,0   | –      | –      |
| Stadtrat ab 2024Insgesamt 22 Sitze - BSW: 2 - Linke: 1 - SPD: 1 - FW: 3 - UB: 3 - CDU: 5 - AfD: 7 | CDU                | 5      | 24,0   | 6      | 24,2   | 9      | 32,7   |
| Stadtrat ab 2024Insgesamt 22 Sitze - BSW: 2 - Linke: 1 - SPD: 1 - FW: 3 - UB: 3 - CDU: 5 - AfD: 7 | Unabhängige Bürger | 3      | 14,6   | –      | –      | –      | –      |
| Stadtrat ab 2024Insgesamt 22 Sitze - BSW: 2 - Linke: 1 - SPD: 1 - FW: 3 - UB: 3 - CDU: 5 - AfD: 7 | Freie Wähler       | 3      | 12,8   | 7      | 31,2   | 11     | 36,8   |
| Stadtrat ab 2024Insgesamt 22 Sitze - BSW: 2 - Linke: 1 - SPD: 1 - FW: 3 - UB: 3 - CDU: 5 - AfD: 7 | BSW                | 2      | 10,1   | –      | –      | –      | –      |
| Stadtrat ab 2024Insgesamt 22 Sitze - BSW: 2 - Linke: 1 - SPD: 1 - FW: 3 - UB: 3 - CDU: 5 - AfD: 7 | Linke              | 1      | 3,2    | 2      | 7,9    | 3      | 10,4   |
| Stadtrat ab 2024Insgesamt 22 Sitze - BSW: 2 - Linke: 1 - SPD: 1 - FW: 3 - UB: 3 - CDU: 5 - AfD: 7 | SPD                | 1      | 3,0    | 1      | 7,5    | 2      | 8,4    |
| Stadtrat ab 2024Insgesamt 22 Sitze - BSW: 2 - Linke: 1 - SPD: 1 - FW: 3 - UB: 3 - CDU: 5 - AfD: 7 | Grüne              | –      | 2,1    | 1      | 4,8    | –      | 3,0    |
| Stadtrat ab 2024Insgesamt 22 Sitze - BSW: 2 - Linke: 1 - SPD: 1 - FW: 3 - UB: 3 - CDU: 5 - AfD: 7 | NPD                | –      | –      | –      | 1,4    | 1      | 6,2    |
| Stadtrat ab 2024Insgesamt 22 Sitze - BSW: 2 - Linke: 1 - SPD: 1 - FW: 3 - UB: 3 - CDU: 5 - AfD: 7 | FDP                | –      | –      | –      | –      | –      | 2,6    |
| Stadtrat ab 2024Insgesamt 22 Sitze - BSW: 2 - Linke: 1 - SPD: 1 - FW: 3 - UB: 3 - CDU: 5 - AfD: 7 | Wahlbeteiligung    | 70,1 % | 70,1 % | 68,3 % | 68,3 % | 59,9 % | 59,9 % |

### Stadtoberhäupter
Durch die Kreisreform 2008 und den Aufstieg von Dippoldiswalde zur Großen Kreisstadt hat Dippoldiswalde seit 2008 einen Oberbürgermeister.
Bürgermeister
- 1990–1994 Günter Beyer (CDU)[19]
- 1994–2004 Horst Bellmann (FDP)[20]
- 2004–2011 Ralf Kerndt (UnBüD)[21]

Oberbürgermeister
- 2011–2014 Ralf Kerndt (UnBüD)[21]
- 2014–2019 Jens Peter (WV Freie Wähler)[21]
- seit 2019 Kerstin Körner (CDU)[22]

Bei den Oberbürgermeisterwahlen am 26. Mai 2019 konnte sich Kerstin Körner (CDU) gegen Dirk Massi (Parteilos) mit 75,04 % gegen 24,96 % der Stimmen durchsetzen.
| Wahl | Bürgermeister  | Vorschlag | Wahlergebnis (in %) |
| ---- | -------------- | --------- | ------------------- |
| 2019 | Kerstin Körner | CDU       | 75,0                |
| 2011 | Ralf Kerndt    | UnBüD     | 66,4                |
| 2004 | Ralf Kerndt    | UnBüD     | 67,1                |
| 2001 | Horst Bellmann | WV        | 78,9                |

### Partnerstädte
Dippoldiswalde unterhält Partnerschaften mit dem tschechischen Bílina, dem polnischen Stronie Śląskie (Seitenberg) und mit der Gemeinde Bösel bei Oldenburg.

### Wappen

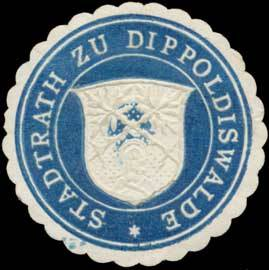
Siegelmarke des Stadtrats zu Dippoldiswalde

Beschreibung: In Gold das Brustbild eines weißbärtigen Einsiedlers mit Nimbus und blauem Gewand mit zwei gekreuzten Trägern. Überhöht wird es von zwei schräggekreuzten natürlichen dreiwurzligen ausgerissenen Nadelbäumen mit je drei Zapfen.
Symbolik: Das Wappen beinhaltet eine Kuriosität. Der im Wappen enthaltene Gründer Dippold ist einer Sage entnommen. Dieser Dippold soll einst in den Waldgebieten der jetzigen Dippoldiswalder Heide um den Einsiedlerstein in der Heide gelebt haben. Dieser Mann tauchte ab 1588 im Wappen auf. 1669 trug er dann ein Barett und 1730 erhielt er auf der Brust gekreuzte Bänder. Die gekreuzten Bäume mit den Zapfen stammen aus einer Anlehnung an das Wappen der Burggrafen von Dohna (zwei gekreuzte silberne Hirschstangen). Das heutige Stadtwappen wurde 1894 erstellt mit folgenden Inhalt: Der Einsiedler erhält ein blaues Gewand, als Stadtfarben wurden blau und gelb gewählt.

## Kultur und Sehenswürdigkeiten

### Bauwerke

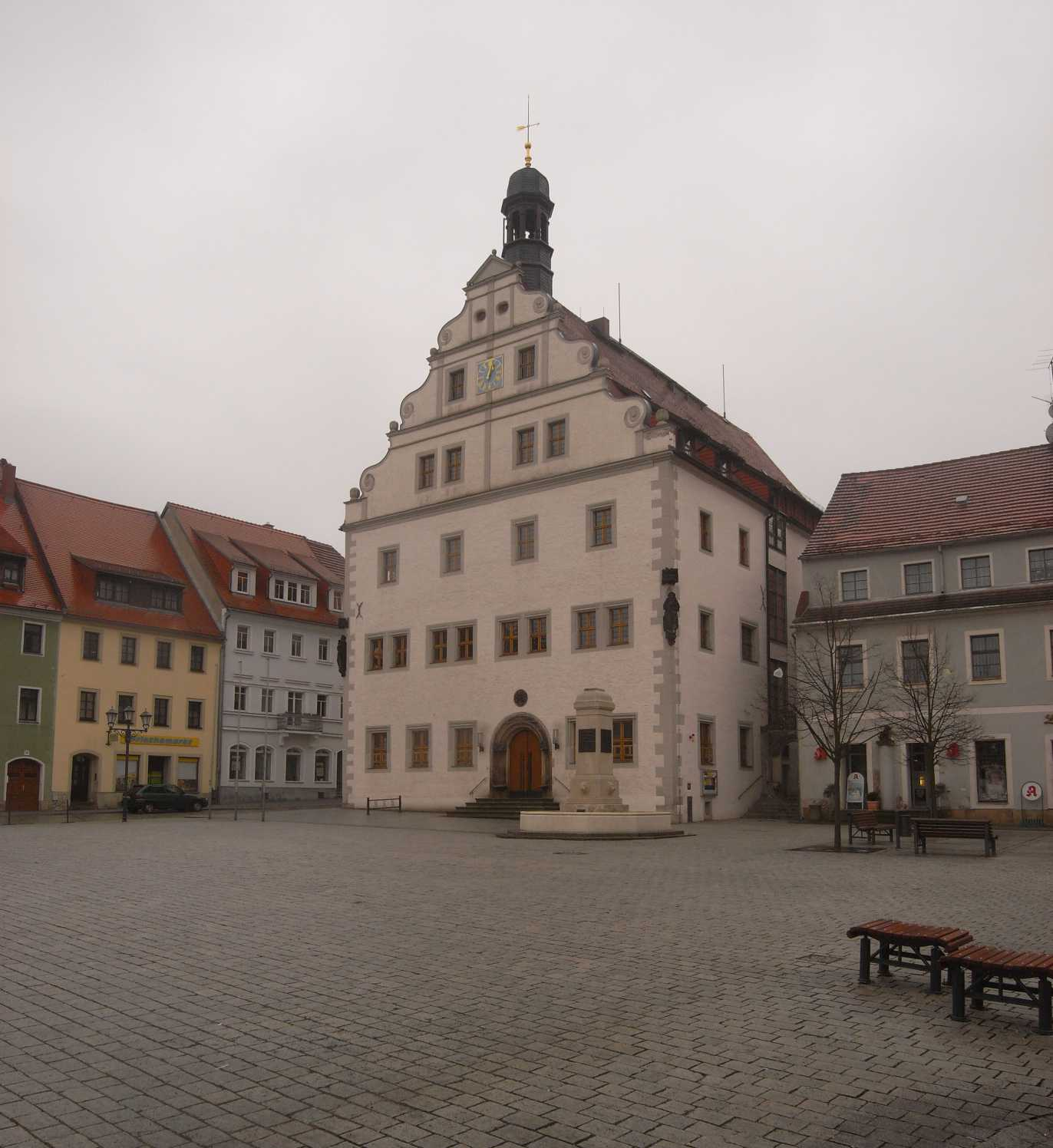
Renaissance-Rathaus (erbaut in der zweiten Hälfte des 15. Jahrhunderts)

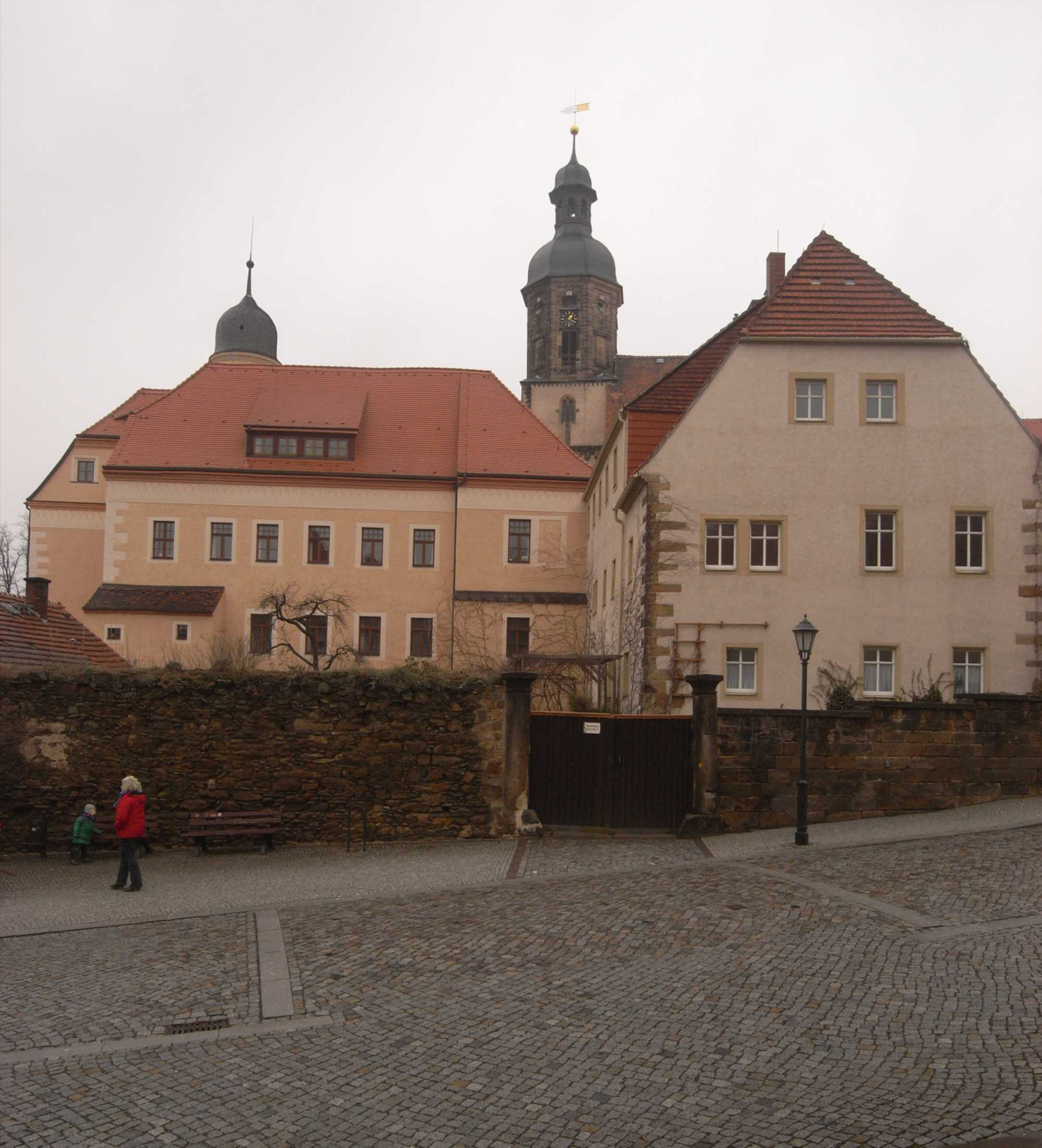
Gesamtansicht von Schloss und Stadtkirche

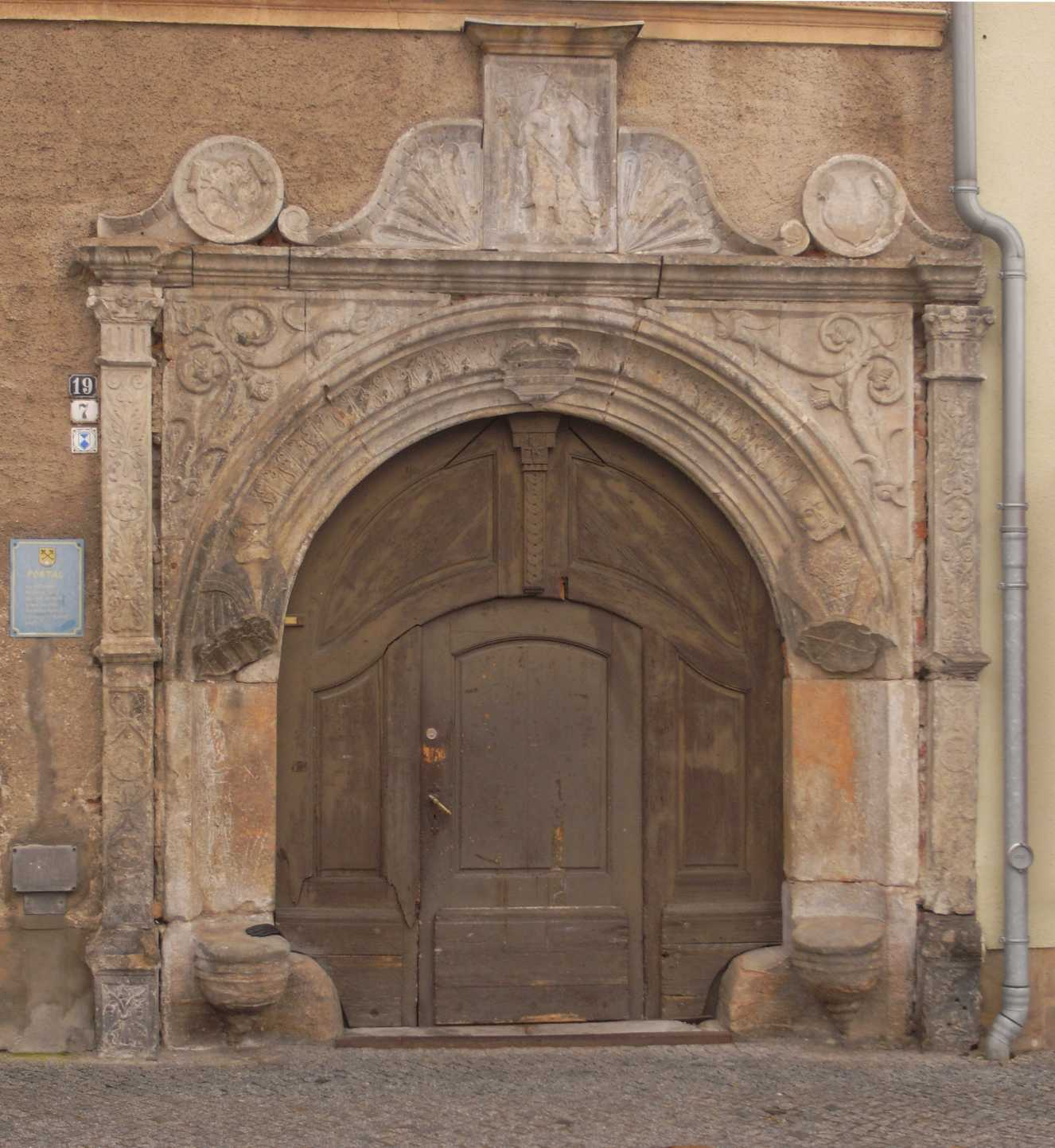
Renaissance-Sitznischenportal am Maltitz-Haus (Markt 7), Inschrift 1543

- Historischer Altstadtkern mit Marktplatz und spätgotischem Rathaus
- Schloss: um 1200 als Markgrafenburg auf einem Bergsporn angelegt, heutiges Erscheinungsbild seit dem 16./17. Jahrhundert, der ab 1530 errichtete Mittelbau ähnelt dem Dresdner Schloss. Neben dem Amtsgericht findet man hier auch die Osterzgebirgsgalerie.
- Stadtkirche St. Marien und Laurentius: Gotische Hallenkirche mit romanischem Westturm und frühbarocker Ausmalung
- Romanische Basilika St. Nikolai aus dem 13. Jahrhundert auf dem Friedhof
- Talsperre Malter
- Sportpark: Nachdem das Hochwasser im August 2002 den Sportplatz an der Vorsperre zerstörte, wurde im Juni 2004 der neue Sportpark eingeweiht. Hauptnutzer ist der FSV Dippoldiswalde.[24]
- Lohgerberei: sehenswertes ehemaliges Wohnhaus von 1756, heute Museum
- Mittelalterliche Bildstöcke (Betsäulen) vom Heiligen Weg vor der Kirche (Kirchplatz), am Niedertorplatz und an der Weißeritzstraße/Große Mühlenstraße
- Brunnenstube
- Kursächsischer Viertelmeilenstein (Primitivform) Nr. 9 der Obergebirgischen Poststraße von 1723 am Pfortenberg, gegenüber der ehemaligen Poststation (Busbahnhof) und Nachbildung der Ende des 19. Jahrhunderts entfernten Kursächsischen Postdistanzsäule von 1723 am Obertorplatz (ehemals Obertor)
- Schloss Reichstädt im Ortsteil Reichstädt, zeitweise im Besitz des letzten sächsischen Generalpostmeisters Adam Rudolph von Schönberg (Büste im Schlosshof)

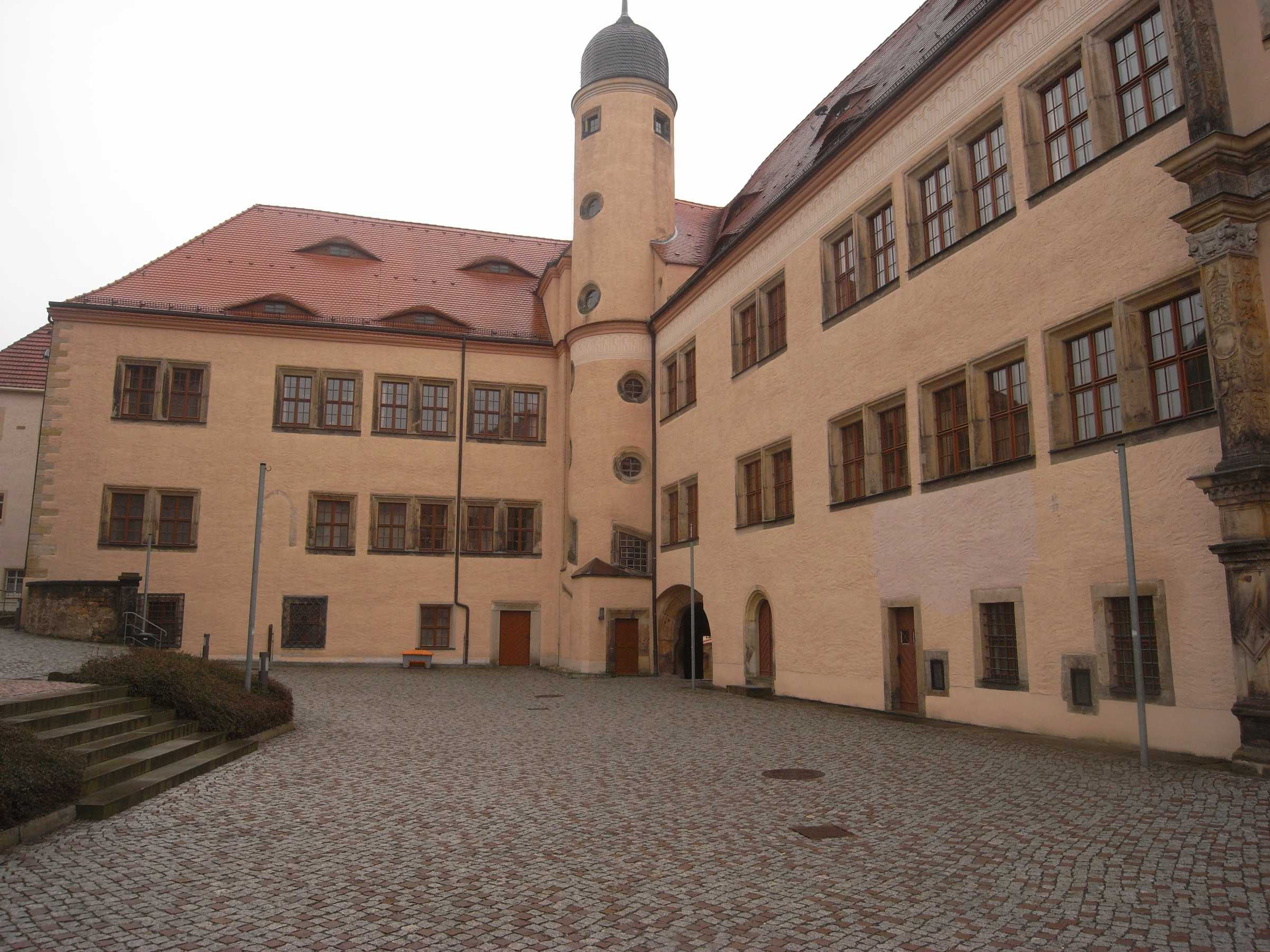
Schloss Dippoldiswalde
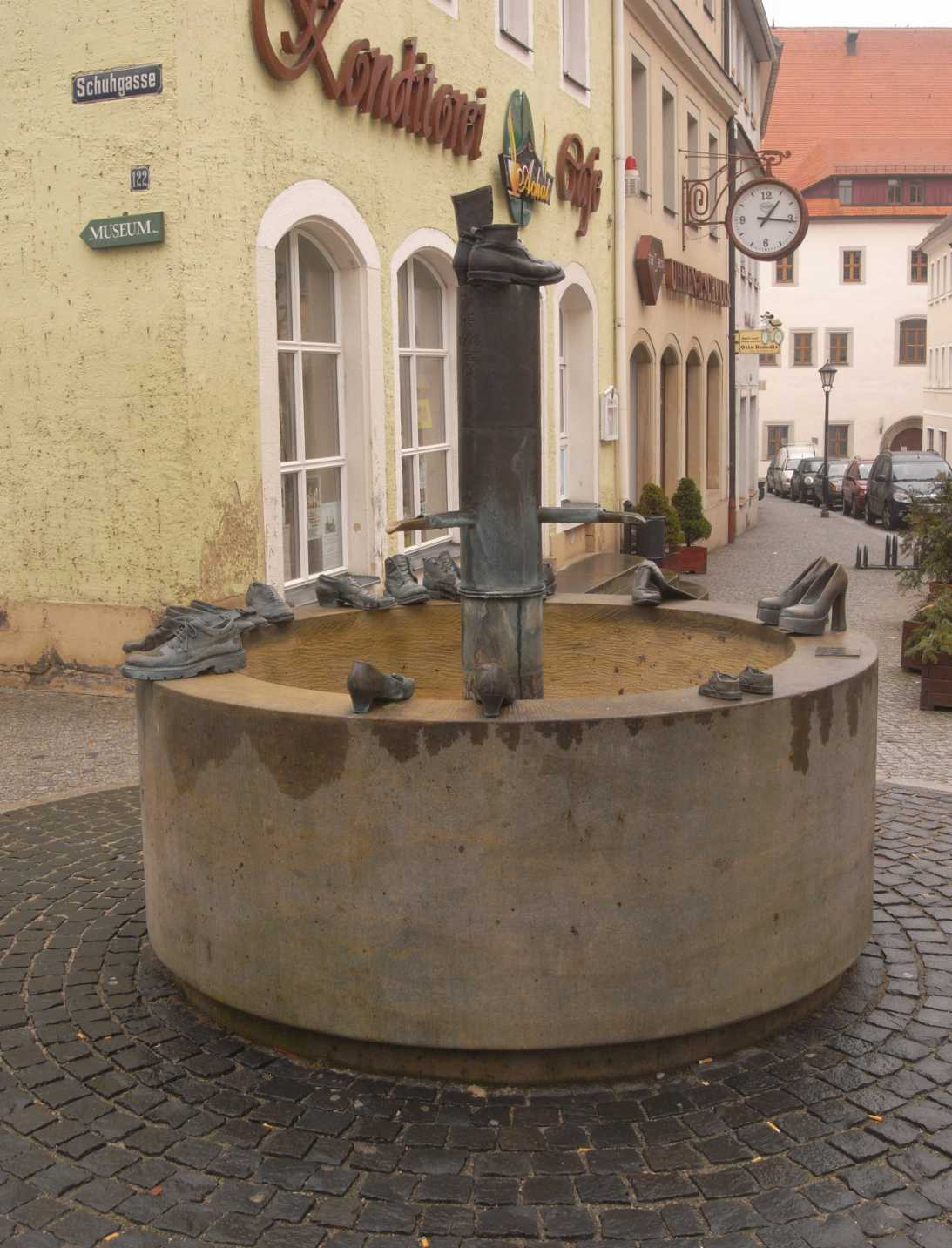
Schuhbrunnen in der Schuhgasse
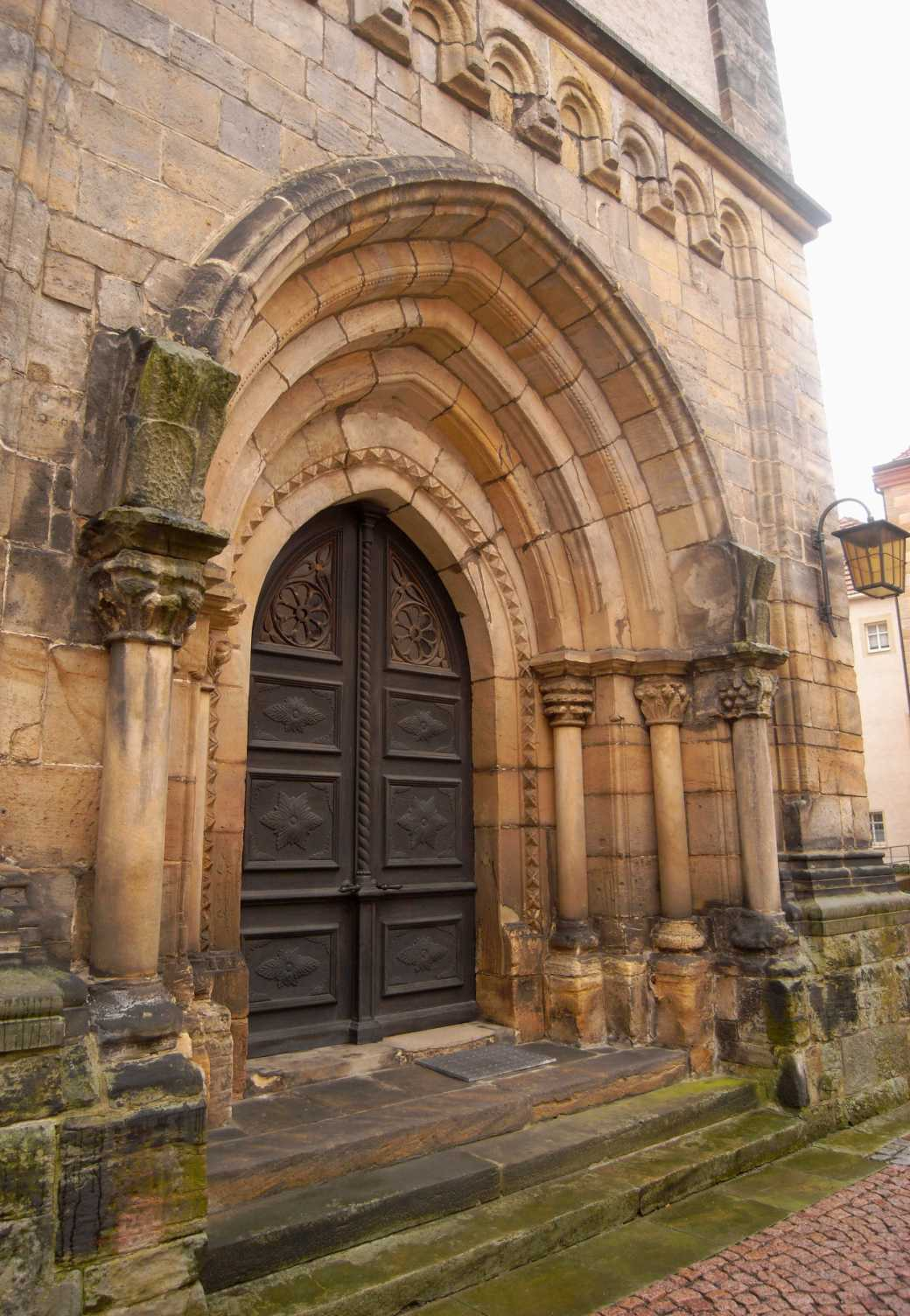
Hauptportal der Stadtkirche
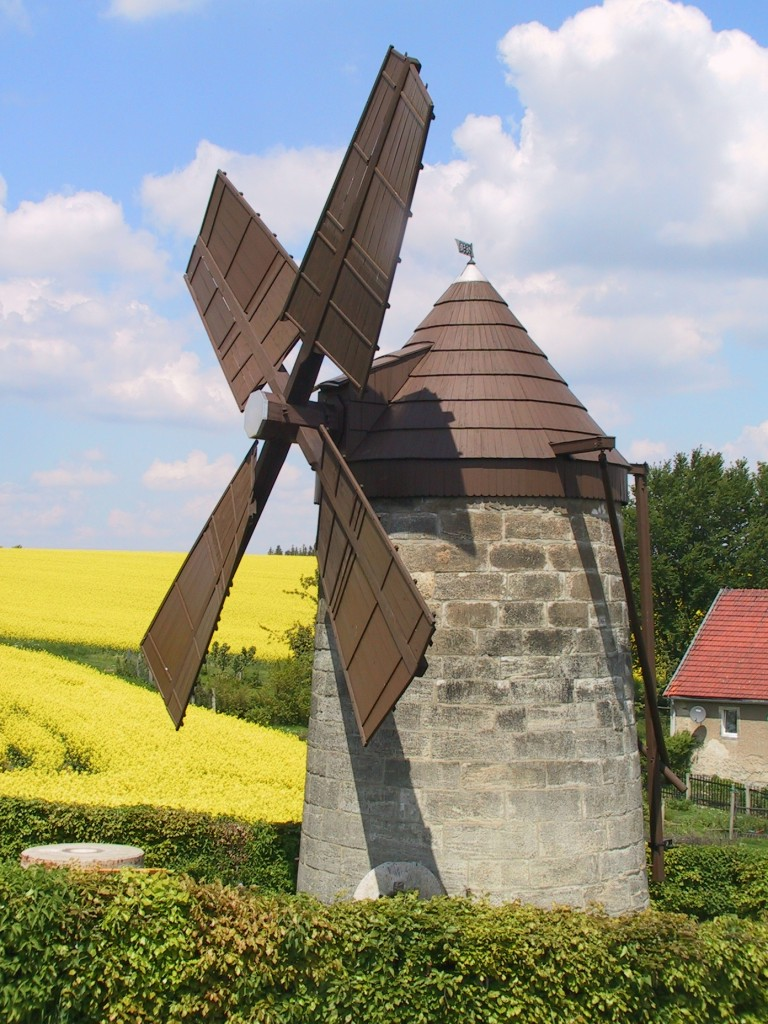
Holländermühle in Dippoldiswalde, Ortsteil Reichstädt
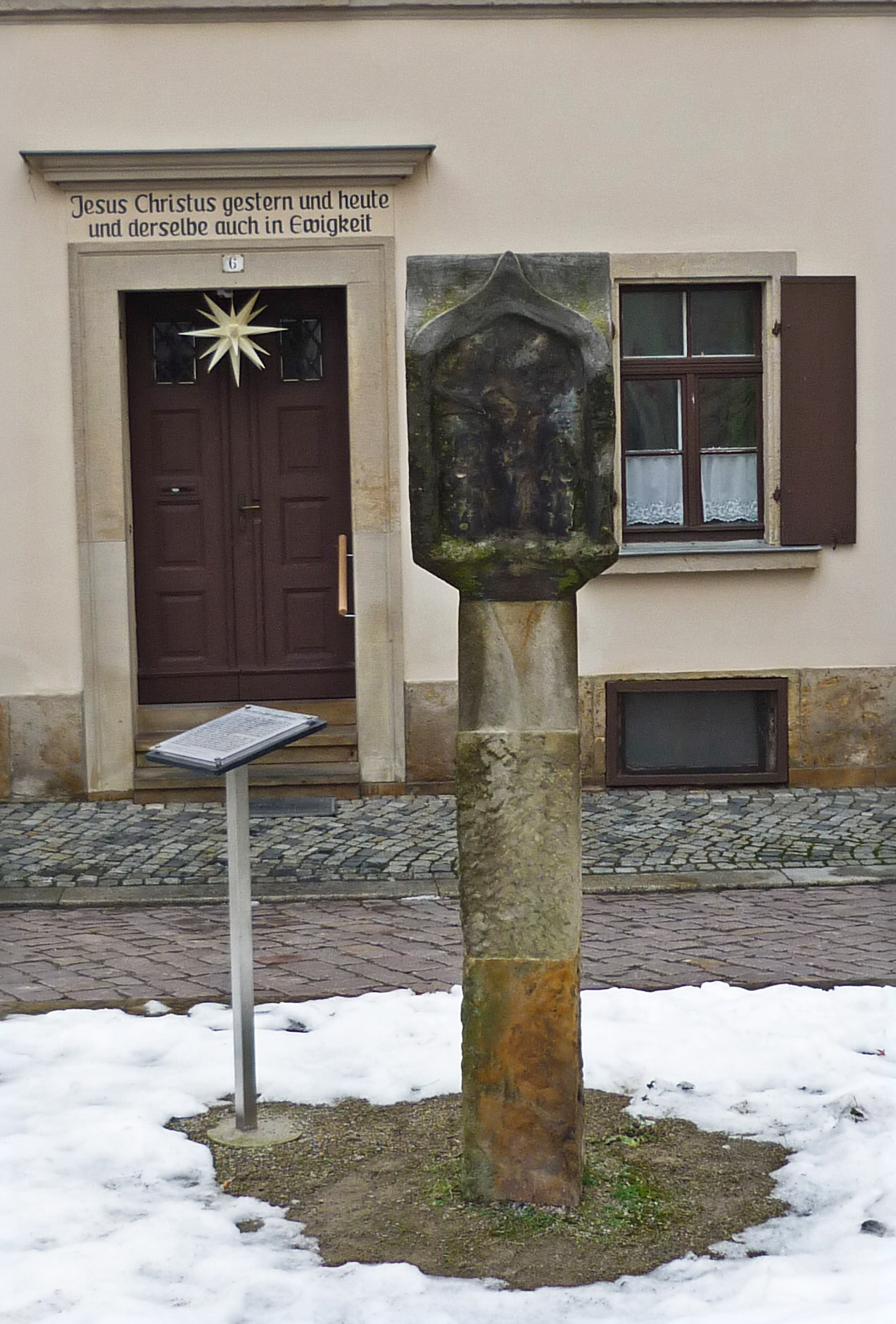
Bildstock am Kirchplatz
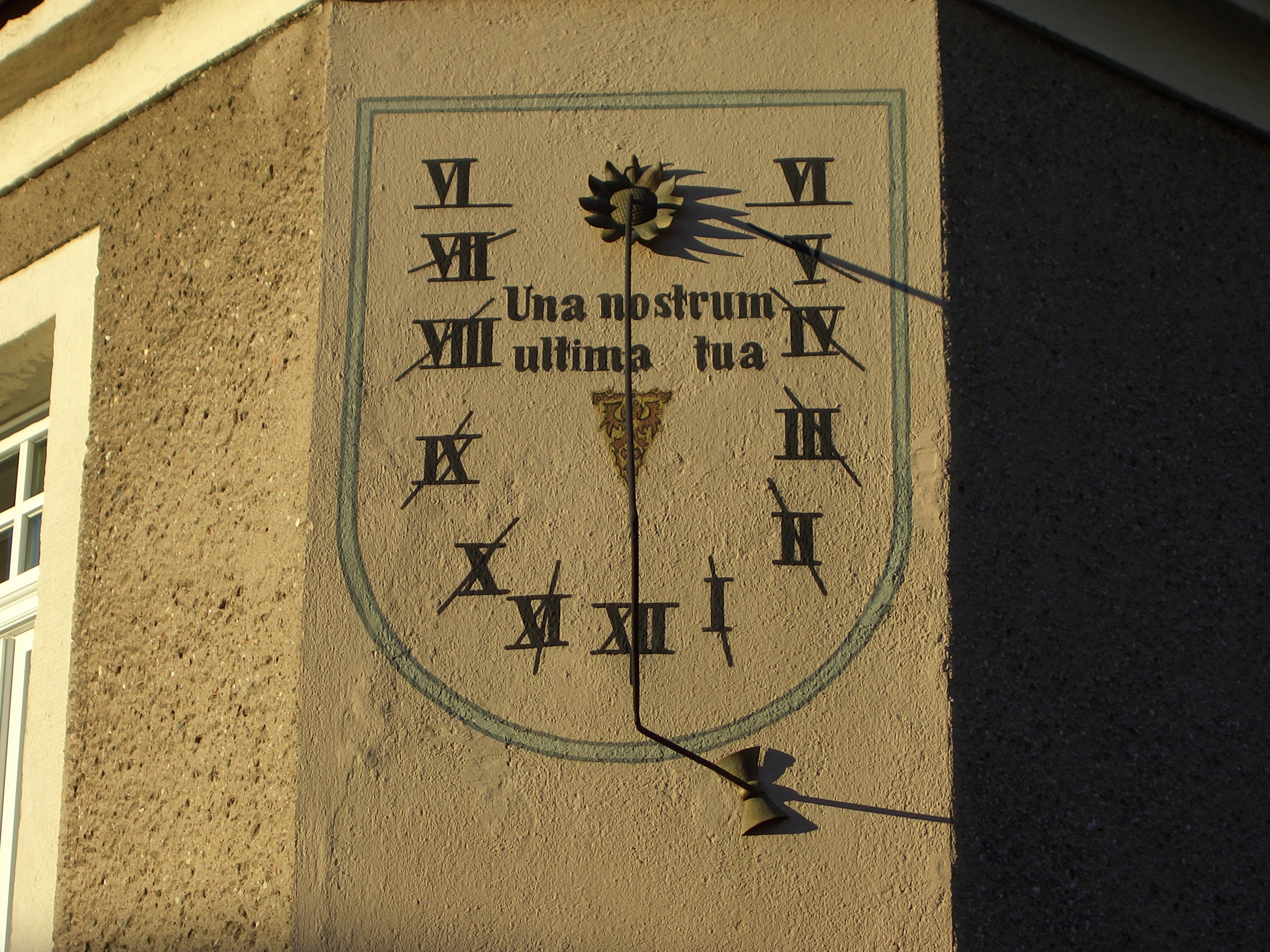
Sonnenuhr in der Brauhausgasse

### Gedenkstätten

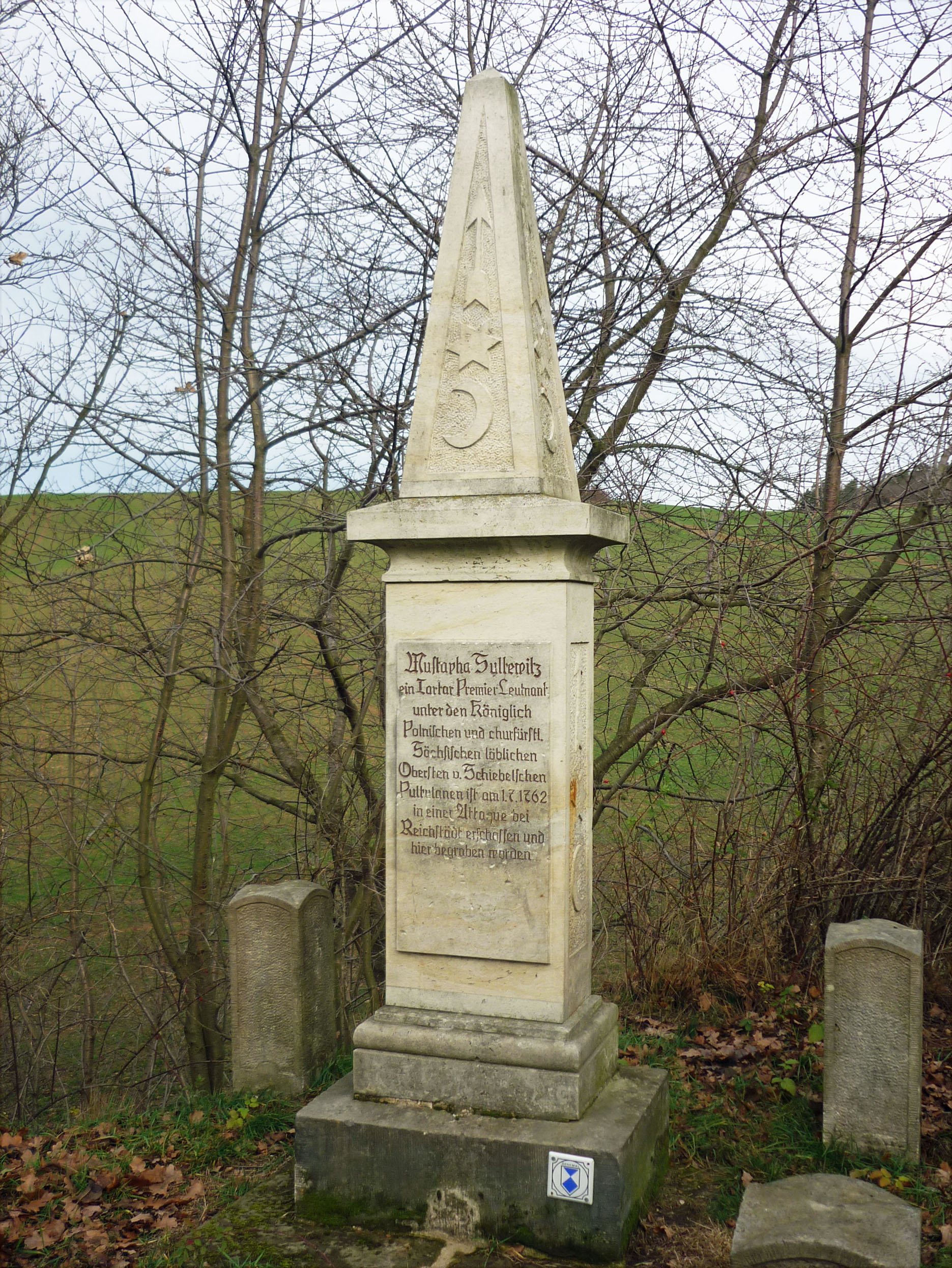
Tatarengrab bei Dippoldiswalde

- Gedenkplatte im Stadtpark nahe der Bushaltestelle Parksäle/Dr.-Friedrichs-Straße zur Erinnerung an die örtlichen NS-Gegner, darunter für den kommunistischen Stadtverordneten Clemens Holzschuh, der im März 1933 laut DDR-Geschichtsschreibung als erstes Opfer der NS-Diktatur im Stadtgefängnis ermordet wurde. Am Wohnhaus Herrengasse 14 erinnert ebenfalls eine Gedenktafel an ihn. Neueste Forschungsergebnisse bezweifeln eine Ermordung: „In Dippoldiswalde war es der Gefängnistod des lokalen KPD-Funktionärs Clemens Holzschuh, welcher nach dem Zweiten Weltkrieg für die Stilisierung einer anderen Diktatur instrumentalisiert wurde. In der DDR wurde der wegen verschiedener Gewalt- und Sprengstoffdelikte vorbestrafte Antidemokrat Holzschuh zum antifaschistischen Märtyrer deklariert. Dazu wurde nach 1945 eine Mordthese konstruiert, die den neuen politischen Führern als antifaschistische bzw. moralische Legitimationsgrundlage dienen sollte. Diese These hatte noch weit bis in die Wendejahre Bestand. Noch die Stadtchronik übernahm 2005 Quellen, welche im Stadtmuseum nicht existieren […] Tatsächlich lassen sich keine Hinweise für einen Mord finden.“[25]
- Gedenkstein am Obertorplatz Ecke Brauhofstraße/Herrengasse zur Erinnerung an den Wehrmachtssoldaten Johannes Rockstroh aus Venusberg, der wegen Kriegsdienstverweigerung noch am 8. Mai 1945 von SS-Männern gehängt wurde.
- Grabstätte und Gedenktafel auf dem Friedhof des Ortsteiles Hennersdorf für drei unbekannte KZ-Häftlinge, die beim Todesmarsch aus einem der KZ-Außenlager der KZ Flossenbürg oder KZ Buchenwald von SS-Männern ermordet wurden
- Grabstätte und Gedenkstein auf dem Friedhof des Ortsteiles Sadisdorf erinnern an 26 KZ-Häftlinge, die bei einem Todesmarsch aus einem der KZ-Außenlager am Sadisdorfer Herrenweg von SS-Männern durch Genickschuss ermordet wurden
- Tatarengrab für Mustapha Sulkowicz (gefallen am 1. Juli 1762 bei Reichstädt)[26], er diente bei den polnisch-tatarischen Ulanen unter dem sächsischen Obersten Adam Burkhardt Christoph von Schiebel (auch Schiebell) (1719–1779), altes Bild.

### Museen
Drei Museen gibt es in Dippoldiswalde:
- Das Lohgerber Museum & Galerie Dippoldiswalde, untergebracht in einer um 1750 erbauten Lohgerberei, informiert in 22 Ausstellungsräumen über das Lohgerberei-Handwerk, die Stadtgeschichte und die Regionalgeschichte des Osterzgebirges.[27] Beliebteste Sonderausstellung ist die alljährliche Weihnachtsausstellung von November bis Februar, die in 15 Ausstellungsräumen osterzgebirgische Volkskunst und viele mechanisch betriebene Modelle zeigt.

- Das Museum Osterzgebirgsgalerie im Schloss Dippoldiswalde präsentiert in den sechs ältesten Räumen etwa 300 Werke der Bildenden Kunst zum Thema „Menschen und Landschaft des Osterzgebirges“.

- Im Herbst 2018 eröffnete im Schloss Dippoldiswalde das „Museum für mittelalterlichen Bergbau im Erzgebirge“.[28]

### Naturschutz
Als einziges Naturschutzgebiet der Stadt Dippoldiswalde ist das Schwarzbachtal am südlichen Stadtrand ausgewiesen. 
- Siehe auch: Liste der Naturdenkmale in Dippoldiswalde

### Regelmäßige Veranstaltungen
- In der Stadtkirche finden regelmäßig neben Gottesdiensten auch Konzerte statt.
- Im Kulturzentrum Parksäle Dippoldiswalde wird neben anderen Veranstaltungen seit 1978 Sachsens älteste Meisterinterpreten-Reihe veranstaltet.
- Im Rathaus veranstaltet der Musikverein Dippoldiswalde e. V. seit 2000 mit dem Kulturzentrum Wort und Musik literarisch-musikalische Programme.
- Der Musikverein organisiert seit 2003 den jährlichen Internationalen Belcanto-Meisterkurs Dippoldiswalde, der in seiner Art zumindest für Mitteldeutschland einmalig ist (zurzeit ausgesetzt).
- Stadtfest in Dippoldiswalde in der Regel am ersten Juni-Wochenende
- Weihnachtsmarkt in Dippoldiswalde (zwei Wochen im Dezember)
- historischer Weihnachtsmarkt auf dem Schlosshof des Dippoldiswalder Schlosses und um die Stadtkirche
- Groß-Ereignis Malter in Flammen an der Talsperre Malter (immer im Juli)
- Kleinbahnfestival entlang der Strecke der Weißeritztalbahn mit großem Bahnhofsfest in Dippoldiswalde und weiteren Veranstaltungen an den Bahnhöfen Seifersdorf und Malter
- Herbstball des Lions Club Dippoldiswalde e. V. in den Parksälen
- Musical des „Glückauf“-Gymnasiums Dippoldiswalde/Altenberg
- Kleinkunstbühne Dippoldiswalde organisiert vom Musikantenklub

## Wirtschaft und Infrastruktur

### Wirtschaft
Als erste Stadt in Sachsen und in den neuen Bundesländern überhaupt erfüllt Dippoldiswalde die Kriterien einer 1a-Einkaufsstadt. Die Urkundenübergabe erfolgte am 10. Juni 2008.

### Verkehr

#### Eisenbahn

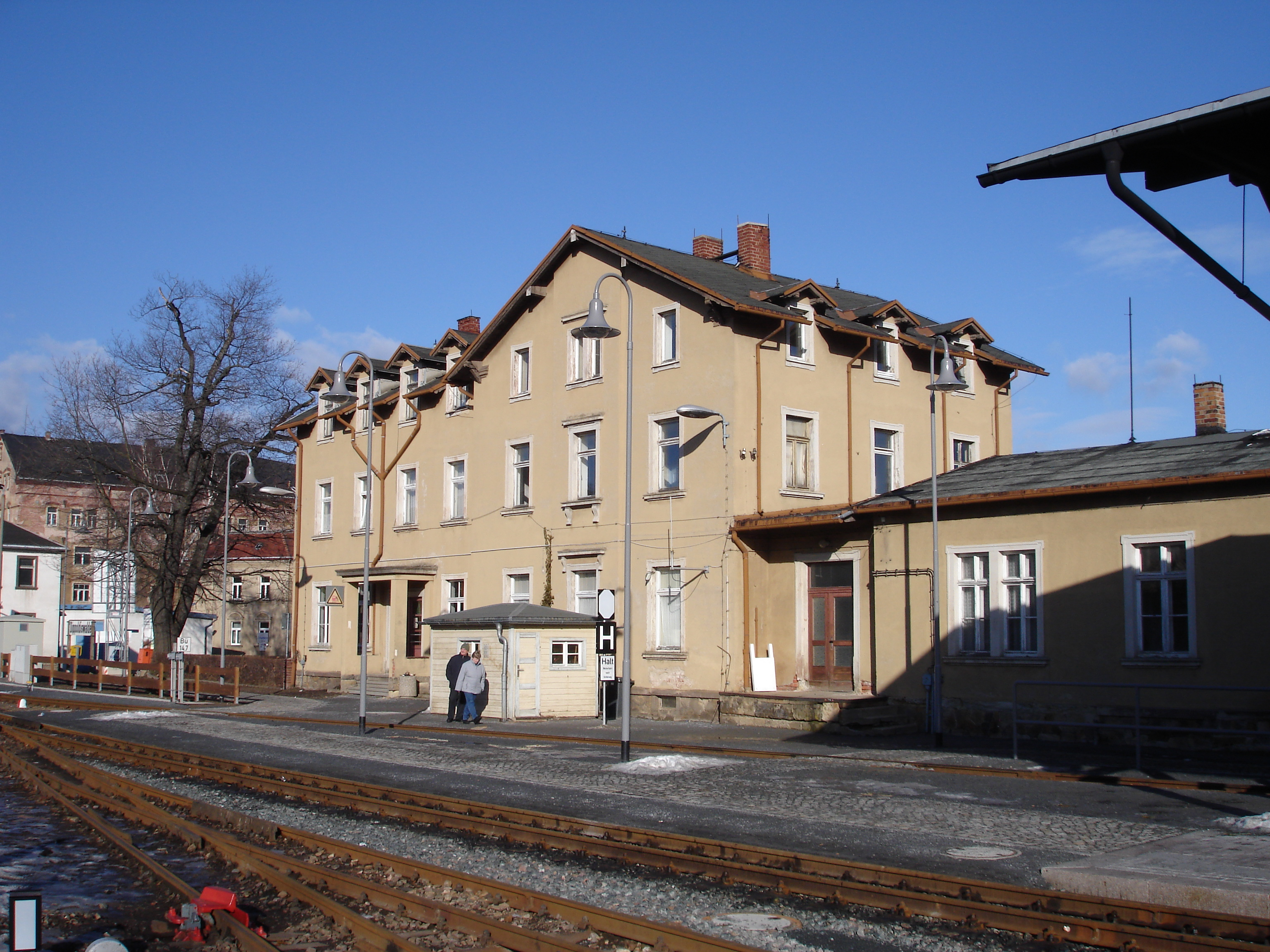
Bahnhof Dippoldiswalde

Seit 1882 ist Dippoldiswalde ans Eisenbahnnetz angeschlossen. In diesem Jahr wurde die in 750-mm-Schmalspur ausgeführte Weißeritztalbahn nach Schmiedeberg eröffnet, ein Jahr später folgte die Verlängerung bis Kipsdorf. Nach dem verheerenden Jahrhunderthochwasser 2002 war die Weißeritztalbahn eingestellt. Der Wiederaufbau wurde 2007 begonnen, seit dem 14. Dezember 2008 ist der Abschnitt zwischen Freital-Hainsberg und Dippoldiswalde und seit dem 17. Juni 2017 bis Kurort Kipsdorf wieder in Betrieb.

#### Straßenverkehr
Dippoldiswalde liegt an der wichtigen Bundesstraße 170 zwischen Dresden und der tschechischen Grenze bei Zinnwald. Die stark frequentierte Transitstrecke führte direkt durch die Innenstadt. 1977 begann man mit dem Bau einer Brücke zur Umgehung der Innenstadt, dieser wurde jedoch bald unterbrochen und erst in den Jahren 1993 bis 1995 fertiggestellt. Seitdem führt die B 170 östlich an der Innenstadt vorbei. Trotz des Baus der A 17 ist die Straße weiterhin stark befahren, der Lkw-Verkehr sorgte immer wieder für Proteste von Anwohnern. Seit Ende 2006 ist die B 170 allerdings für den schweren Lkw-Durchgangsverkehr gesperrt.

#### Öffentlicher Verkehr
Der Busbahnhof von Dippoldiswalde wird durch verschiedene Buslinien des Regionalverkehrs Sächsische Schweiz-Osterzgebirge bedient. Die wichtigsten Linien sind:
- 348 Dippoldiswalde – Oelsa – Rabenau – Freital – Wilsdruff
- 360 Dresden – Bannewitz – Dippoldiswalde – Altenberg – Zinnwald
- 370 Dippoldiswalde – Falkenhain – Altenberg
- 376 Dippoldiswalde – Seifersdorf – Rabenau – Freital
- 382 Dippoldiswalde – Ruppendorf – Tharandt
- 388 Dippoldiswalde – Niederfrauendorf – Glashütte
- 398 Dresden – Dippoldiswalde – Zinnwald – Teplice

Außerdem gibt es mit der Linie 361 noch eine Stadtverkehrslinie zwischen dem Neubaugebiet Dippoldiswalde Nord und dem Stadtteil Ulberndorf.

### Behörden
- Ein Bürgerbüro und einige Abteilungen des Landratsamtes Landkreis Sächsische Schweiz-Osterzgebirge befinden sich in Dippoldiswalde.
- Im Schloss Dippoldiswalde befindet sich das Amtsgericht Dippoldiswalde.
- Seit dem Jahr 2005 befindet sich ein Ortsverband der Bundesanstalt Technisches Hilfswerk (THW) in Dippoldiswalde.

### Medien
- Die in Dippoldiswalde ansässige Lokalredaktion der Sächsischen Zeitung erstellt werktäglich eine Lokalausgabe.
- Seit dem 1. Januar 2014 ist der „Dippolds Bote“ das Amtsblatt von Dippoldiswalde.
- Das regionale TV-Programm FRM-TV produziert wöchentlich ein Regionalmagazin und weitere Beiträge zu lokalen Ereignissen.
- Die „Reichstädter Nachrichten“ erscheinen monatlich als Zeitschrift des Ortschaftsrates.

### Schulen
Die 1881 gegründete Müllerschule hatte seit 1888 ihren Sitz in Dippoldiswalde.

Weitere Geschichte:
- 1938: Höhere Fachschule für Müllerei und Mühlenbau
- 1949: Neugründung der Deutschen Müllerschule in Braunschweig
- 1958: Umwandlung der Müllerschule in die Fachschule für Müllerei Dippoldiswalde
- 1962–1993: Ingenieurschule für Lebensmittelindustrie Dippoldiswalde
- jetzt: Berufliches Schulzentrum „Otto Lilienthal“ Freital–Dippoldiswalde

Neben dem Beruflichen Schulzentrum gibt es im Gemeindegebiet Dippoldiswalde folgende schulische Einrichtungen:
- Grundschule Reichstädt
- Grundschule Seifersdorf
- Grundschule Schmiedeberg
- Oberschule am Pfortenberg, Dippoldiswalde
- Oberschule Schmiedeberg
- Förderschule (L) Dippoldiswalde, Ortsteil Reinholdshain
- „Glückauf“-Gymnasium Dippoldiswalde/Altenberg, Hauptstandort Dippoldiswalde
- Volkshochschule Weißeritzkreis, Dippoldiswalde
- Kunst- und Musikschule Dippoldiswalde
- Dippser Harmonika Musikschule
- Studienkreis Dippoldiswalde

## Sonstiges

### Dialekt
In Dippoldiswalde wird eine Form des sächsischen Dialektes gesprochen: das Südostmeißnische, welche einen der fünf meißnischen Dialekte darstellt.

### Katastrophen und Unglücke
- 6. September 1633: Die Stadt wurde von Truppen des Feldmarschalls Heinrich von Holk in Brand gesteckt. Dabei fiel mit Ausnahme des Schlosses, der Nicolaikirche und einiger weniger Häuser nahezu die gesamte Bebauung den Flammen zum Opfer, unter der Bevölkerung gab es zahlreiche Opfer.
- 7. Oktober 1634: Erneut wurde Dippoldiswalde von marodierenden Truppen in Brand gesetzt. Dabei wurden 150 Häuser zerstört.
- 14. März 1826: Ein Stadtbrand vernichtete weite Teile der Innenstadt. Insgesamt brannten 102 Vorder- und 100 Seitengebäude sowie 12 Scheunen ab
- August 2002: Jahrhunderthochwasser